# Dominic Monaghan
Dominic Bernard Patrick Luke Monaghan (ur. 8 grudnia 1976 w Berlinie) – brytyjski aktor. Występował między innymi w roli Merry’ego w trylogii Władca Pierścieni. Zagrał również w słynnym serialu telewizyjnym Zagubieni.

## Życiorys

### Wczesne lata
Urodził się w Berlinie, w zachodnich Niemczech. Jego matka Maureen była brytyjską pielęgniarką, a ojciec Austin Monaghan to brytyjski nauczyciel nauk przyrodniczych. Jego starszy brat Matthew Monaghan został głównym kompozytorem i współprowadzącym wokalistą niezależnego zespołu Radiosepia. Jego rodzina przeprowadzała się co cztery lata i mieszkała w Berlinie, Düsseldorfie, Stuttgarcie i Münster. Jako dziecko trenował karate. Gdy miał około 11 lat, jego rodzina przeniosła się do Heaton Moor w Stockport w Anglii. Uczęszczał do rzymskokatolickiego liceum St Anne's Roman Catholic High School i Aquinas College, gdzie studiował literaturę angielską, dramat i geografię.

### Kariera
Występował na scenie Manchester Youth Theatre w przedstawieniach: Oliver Twist, Opowieść wigilijna i Bugsy Malone. Wkrótce pojawił się na szklanym ekranie jako Geoffrey w serialu BBC One Hetty Wainthropp Investigates (1996-1998), jako rosyjski marynarz Sasha w dreszczowcu telewizyjnym BBC/HBO Złowroga głębia (Hostile Waters, 1997) u boku Rutgera Hauera, Martina Sheena i Maxa von Sydowa oraz jako Etienne Pierre Rollinger w miniserialu ITV Monsignor Renard (2000). Napisał też scenariusz do filmu krótkometrażowego, reżyserowanego przez Seana Astina Krótko rzecz ujmując (The Long and Short of It, 2003).
Przełomem stała się rola hobbita Merry’ego w sadze o Władcy Pierścieni. W serialu ABC Zagubieni (Lost, 2004-2007) wcielił się w postać angielskiego ex-gwiazdora rocka i narkomana Charliego Pace'a. Był narratorem filmu dokumentalnego Discovery Channel Devil's Bible (2008).
15 lipca 2009 trafił do obsady serialu ABC Studios FlashForward: Przebłysk jutra jako Simon. Seria miała swoją premierę 24 września 2009. Przerwano jednak dalszą realizację po pierwszym sezonie.
Pojawił się też w jednym z odcinków serialu NBC Chuck (2009) jako Tyler Martin, filmie akcji X-Men Geneza: Wolverine (2009) jako Chris Bradley „Bolt”, a także w teledysku Eminema i Rihanny do piosenki „Love The Way You Lie” (2010) z Megan Fox. W filmie sensacyjnym Psy wojny (Soldiers of Fortune, 2012) z Seanem Beanem i Christianem Slaterem zagrał postać uzależnionego od brutalnych gier wideo Tommy'ego Sina.

### Życie prywatne
Spotykał się z aktorką porno Daną DeArmond. W latach 2004–2007 związany był z Evangeline Lilly.

## Wybrana filmografia
- 2001: Władca Pierścieni: Drużyna Pierścienia jako Meriadok „Merry” Brandybuck
- 2002: Władca Pierścieni: Dwie wieże jako Meriadok „Merry” Brandybuck
- 2003: Władca Pierścieni: Powrót króla jako Meriadok „Merry” Brandybuck
- 2004: Spivs jako Goat
- 2004-2007: Zagubieni (Lost) jako Charlie Pace
- 2007: Chuck (gościnnie) jako Tyler Martin
- 2009-2010: FlashForward: Przebłysk jutra (FlashForward) jako Simon Campos
- 2009: X-Men Geneza: Wolverine jako Chris Bradley „Bolt”
- 2019: Gwiezdne wojny: Skywalker. Odrodzenie jako Beaumont Kin